# Mohammed Al Ladiqi
Mohammed Al Ladiqi est l’un des grands maîtres arabe qui a poussé l’art musical arabe et surtout l’art de l’oud (luth arabe). Il est mort en 1494.
Théoricien né à Lattaquié en Syrie, il est l’auteur d’un traité qu’il a dédié à Bajazed II. Il a dominé la scène musicale orientale de son temps. Son influence s’étendait jusqu’en Anatolie.

## Œuvre
- Risâla al-fathiyya fi’l-al-müsïqï[3] (ar-Risalah al-Fathia[1], traité)